# Tom Metzger
Thomas Linton Metzger (n. 9 aprilie 1938, Warsaw⁠(d), Indiana, SUA – d. 4 noiembrie 2020, Hemet⁠(d), California, SUA) a fost un supremațist american, lider neonazist și membru al Ku Klux Klan. A înființat organizația White Aryan Resistance (WAR) în 1983. În anii '70 a fost Grand Wizard al Ku Klux Klan. Metzger a militat de-a lungul timpului împotriva imigrației în Statele Unite ale Americii. Ca urmare a convingerilor sale, a fost închis în penitenciare din Log Angeles, California și Toronto, Ontario. De asemenea, a fost anchetat de guvern și i-au fost intentate numeroase procese. Metzger, fiul său și organizația WAR au primit o amendă de $12 milioane din cauza uciderii unui student etiopian Mulugeta Seraw de către skinhead⁠(d) afiliați WAR în Portland, Oregon.

## Biografie
Metzger, provenit dintr-o familie de origine germană⁠(d), s-a născut și a copilărit în Indiana. A fost înrolat în armată din 1961 până în 1964 când s-a mutat în California de Sud unde a lucrat în industria electronică. Pentru o scurtă perioadă de timp, a fost membru al Societății John Birch și a participat la întâlnirile anticomuniste sponsorizate de compania Douglas Aircraft Corporation.
În 1968, Metzger s-a mutat în Fallbrook, California și l-a sprijinit pe George C. Wallace în campania prezidențială unde a candidat ca independent. Metzger a încetat să plătească impozite în anii '70, iar în 1972 și-a distrus afacerile din industria mass-media, însă a intrat în contact cu alți protestatari pe care i-a descris drept „rasiști atei, rasiști adepți ai identității creștine, naziști”.

### Ku Klux Klan
În anii 1970, Metzger s-a alăturat organizației Knights of the Ku Klux Klan aflată sub conducerea de David Duke și, în cele din urmă, a devenit Grand Dragon al statul California. În vara anului 1979, a organizat o patrulare intitulată Klan Border Watch pentru a captura imigranți mexicani intrați⁠(d) ilegal în țară la sud de Fallbrook, California. Klanul lui Metzger era cunoscut și pentru confruntările pe care le aveau cu comuniștii și protestatarii anti-Klan.
Filiala lui Metzger s-a separat de organizația lui Duke în 1980 pentru a înființa California Knights of the Ku Klux Klan. În 1985, Metzger a participat la o manifestație a organizației Nation of Islam în San Diego condusă de Louis Farrakhan. În timpul mitingului, acesta a comparat Statele Unite cu un „cadavru putrezit” și l-a lăudat pe Farrakhan pentru că „a înțeles” că evreii „trăiesc de pe urma cadavrului” și i-a descris drept „paraziți”.